# Stromanthe porteana
Stromanthe porteana là một loài thực vật có hoa trong họ Marantaceae. Loài này được Gris miêu tả khoa học đầu tiên năm 1858.